# Eduardo Oinegue
Eduardo Oinegue Fulfaro, más conocido como Eduardo Oinegue (São Paulo, 23 de mayo de 1964), es un periodista y presentador de televisión brasileño.
Es presentador del periodístico Jornal da Band en Rede Bandeirantes, comentarista de BandNews TV y BandNews No Meio Do Dia, en BandNews FM.

## Carrera
Estudió periodismo en la Pontificia Universidad Católica de São Paulo (PUC-SP). Comenzó a trabajar como periodista en 1982, a la edad de diecisiete años, cuando cursaba su primer año de universidad, inicialmente en periódicos de barrio, luego como freelance. Se graduó en 1985 y al año siguiente, luego de terminar el 3° Curso de Periodismo Abril, ingresó a la Editora Abril, donde permaneció casi veinte años.
Comenzó su carrera profesional como reportero de la revista Veja São Paulo. Luego fue invitado a transferirse a la revista Veja, donde fue reportero, editor, editor ejecutivo y editor en jefe.
Formó parte de la sección de política de la revista, dirigió la sucursal de Veja en Recife durante un año y cinco meses. Durante seis años (1989 a 1995) dirigió la sucursal de la revista en Brasilia, cargo que asumió a los 24 años. Desde allí comandó la cobertura que culminó con la destitución del presidente Fernando Collor. Invitado por los directores de Veja a regresar a São Paulo, se convirtió en editor ejecutivo, siendo ascendido a editor jefe por el director de la revista Tales Alvarenga. Supervisó la cobertura de una variedad de temas y escribió numerosas portadas sobre educación, salud, justicia, policía, política, economía y negocios.
Invitado por Roberto Civita, también fue director editorial de Exame, la principal revista de negocios de Brasil. En los diversos cargos que ocupó, tomó contacto con los principales tomadores de decisiones del país, entre ellos políticos, empresarios, académicos y académicos. Estuvo al mando de la cobertura de las mayores guerras comerciales brasileñas, en las que participaron grandes marcas y grandes empresas.
Dejó Editora Abril en 2005, cuando fundó la editorial Análise Editorial en sociedad con los periodistas Silvana Quaglio y Alexandre Secco, de la cual es presidente del consejo editorial.
Análise Editorial es la única editorial brasileña especializada en la producción de anuarios. Edita el Análise Advocacia 500, que enumera los abogados y estudios jurídicos más admirados del país según los responsables de las áreas jurídicas de las mil mayores empresas que operan en el país. También edita los anuarios de Análisis Legal y Financiero, que perfilan más de 2.000 ejecutivos responsables de las áreas legal y financiera de grandes empresas brasileñas. Anualmente, el anuario premia a los ejecutivos legales y financieros más admirados por sus pares, en un evento popular. Análise Editorial también edita el Directorio Nacional de Abogacía, la mayor encuesta de firmas de abogados del país.
Eduardo Oinegue actuó como consultor de comunicación de grandes grupos empresariales, asesorando a sus directivos sobre las mejores formas de prevenir los principales riesgos para la reputación empresarial o mitigar los daños en caso de crisis. Su actividad profesional de consultoría se vio interrumpida cuando se convirtió en presentador de BandNews FM.
En un artículo publicado en la revista Observatório da Imprensa, afirma que la comunicación debe ser parte del proceso de toma de decisiones, no solo la consecuencia de una estrategia de gobiernos o empresas. “Buena parte de los problemas que impactan la imagen de una organización se resolverían si un profesional de la comunicación - cuyos conocimientos técnicos respetan los líderes - se integrara al grupo de toma de decisiones para participar en la formulación de la estrategia”, escribió. Según Oinegue, los líderes brasileños, tanto en el sector público como en el privado, no muestran mucho aprecio por la "comunicación". “Hay claros indicios de que sólo cobra importancia cuando aparece la llamada 'crisis de imagen'”. Para consternación de los gestores públicos y privados, el origen de los problemas que comprometen la imagen institucional rara vez se debe a fallas en la comunicación. Terminará allí en algún momento, por supuesto. Culpar a la comunicación, el mayordomo de esta historia, es un caso clásico de investigación chapucera, es culpar a la bala del homicidio, en lugar de buscar quién apretó el gatillo”, agregó.
Entre 2009 y 2011, fue editor de Portal iG (Grupo Internet), cuando contrató a 180 profesionales y estructuró la reconstrucción de su departamento de periodismo. En 2016, se convirtió en columnista de Rádio Bandeirantes y BandNews FM. Invitado por el presidente Michel Temer para ser portavoz del gobierno, rechazó la invitación. Sugirió contratar a un diplomático para el trabajo y entregó al presidente un plan de comunicación.
En las elecciones de 2018 fue columnista del periódico O Globo, escribiendo los lunes. Eduardo Oinegue también es ponente. En sus conferencias, traza la historia política y económica de Brasil, analizando los escenarios que se avecinan. Tiene varios artículos publicados en periódicos y revistas de gran circulación. 
De noviembre de 2016 a agosto de 2019, fue comentarista de política y economía en el programa Jornal Gente de Rádio Bandeirantes. Su columna Identidade Brasil salió al aire los lunes, miércoles y viernes a las 9 a. m. Jornal Gente es presentado por José Paulo de Andrade, Rafael Colombo, Claudio Humberto, Thais Heredia y Pedro Campos. 
En febrero de 2019, Oinegue fue anunciado como el nuevo presentador del Jornal da Band tras la muerte de Ricardo Boechat. Asumió el cargo el 13 de mayo.